# Mont (Hautes-Pyrénées)
Mont ist eine französische Gemeinde mit 35 Einwohnern (Stand 1. Januar 2022) im Département Hautes-Pyrénées in der Region Okzitanien. Sie gehört zum Arrondissement Bagnères-de-Bigorre und zum Kanton Neste, Aure et Louron.

## Geographie
Die Gemeinde liegt rund 60 Kilometer (Luftlinie) südöstlich von Tarbes, in der historischen Provinz Bigorre, in der Landschaft Pays d’Aure. Die spanische Grenze am Kamm der Pyrenäen befindet sich etwa 15 Kilometer weiter südlich. Die Gemeinde grenzt im Osten an das Département Haute-Garonne. Nachbargemeinden von Mont sind:
- Cazaux-Fréchet-Anéran-Camors im Norden,
- Jurvielle im Osten (Département Haute-Garonne),
- Portet-du-Luchon im Südosten (Département Haute-Garonne),
- Loudervielle im Süden und Westen sowie
- Estarviell im Nordwesten.

Die Lage des Gemeindehauptortes ist an der rechten Flanke des Vallée du Louron genannten Tales, hoch über dem Fluss Neste du Louron, der im Talgrund verläuft. Der Großteil des Gemeindegebietes erstreckt sich östlich des Ortes und stellt überwiegend unwegsames Bergland in Höhenlagen bis an die 2000 Meter dar. Da dies kaum besiedelt ist, ergibt sich in Summe eine äußerst geringe Bevölkerungsdichte.

## Bevölkerungsentwicklung
| Jahr      | 1968 | 1975 | 1982 | 1990 | 1999 | 2007 | 2016 |
| Einwohner | 30   | 18   | 11   | 21   | 36   | 34   | 46   |

## Sehenswürdigkeiten
Die Gemeinde verfügt über mehrere Kulturdenkmäler, die als Monument historique eingestuft sind.
Besonders hervorzuheben ist die Église Saint-Barthélémy, eine Kirche aus dem 12. Jahrhundert mit einem großen Umbau im 16. Jahrhundert. Dieses romanische Bauwerk gilt heute als besonderes Beispiel für eine gelungene Kunstrestauration.